# Vuoksi
Vuoksi (ros. Вуокса, Wuoksa; szw. Vuoksen) – rzeka w Finlandii i Rosji, w dorzeczu Newy. Wypływa z sieci jezior Saimaa, a uchodzi do jeziora Ładoga jako jedna z największych rzek w jego zlewni.
Długość rzeki wynosi 143 km, a powierzchnia zlewni 68 700 km².